# Успенський (Зав'яловський район)
Успе́нський (рос. Успенский) — починок в Зав'яловському районі Удмуртії, Росія.
Знаходиться при автошляху Іжевськ-Воткінськ, між селом Італмас на південному заході та річкою Пуксевайка на північному сході.

## Населення
Населення — 19 осіб (2010; 32 в 2002).
Національний склад станом на 2002 рік:
- росіяни — 66 %
- удмурти — 34 %

## Історія
До 1987 року село знаходилось в складі Іюльської сільської ради Воткінського району. З утворенням селища Італмас та Італмасовської сільської ради, село було передано в її склад.

## Урбаноніми[3]
- вулиці — Садова